# Бессе (Арьеж)
Бессе́ (фр. Besset, окс. Becet) — коммуна во Франции, находится в регионе Окситания. Департамент коммуны — Арьеж. Входит в состав кантона Мирпуа. Округ коммуны — Сен-Жирон.
Код INSEE коммуны — 09052.

## Население
Население коммуны на 2008 год составляло 144 человека.
| 1962 | 1968 | 1975 | 1982 | 1990 | 1999 | 2008 |
| ---- | ---- | ---- | ---- | ---- | ---- | ---- |
| 64   | 88   | 98   | 114  | 123  | 119  | 144  |

## Экономика

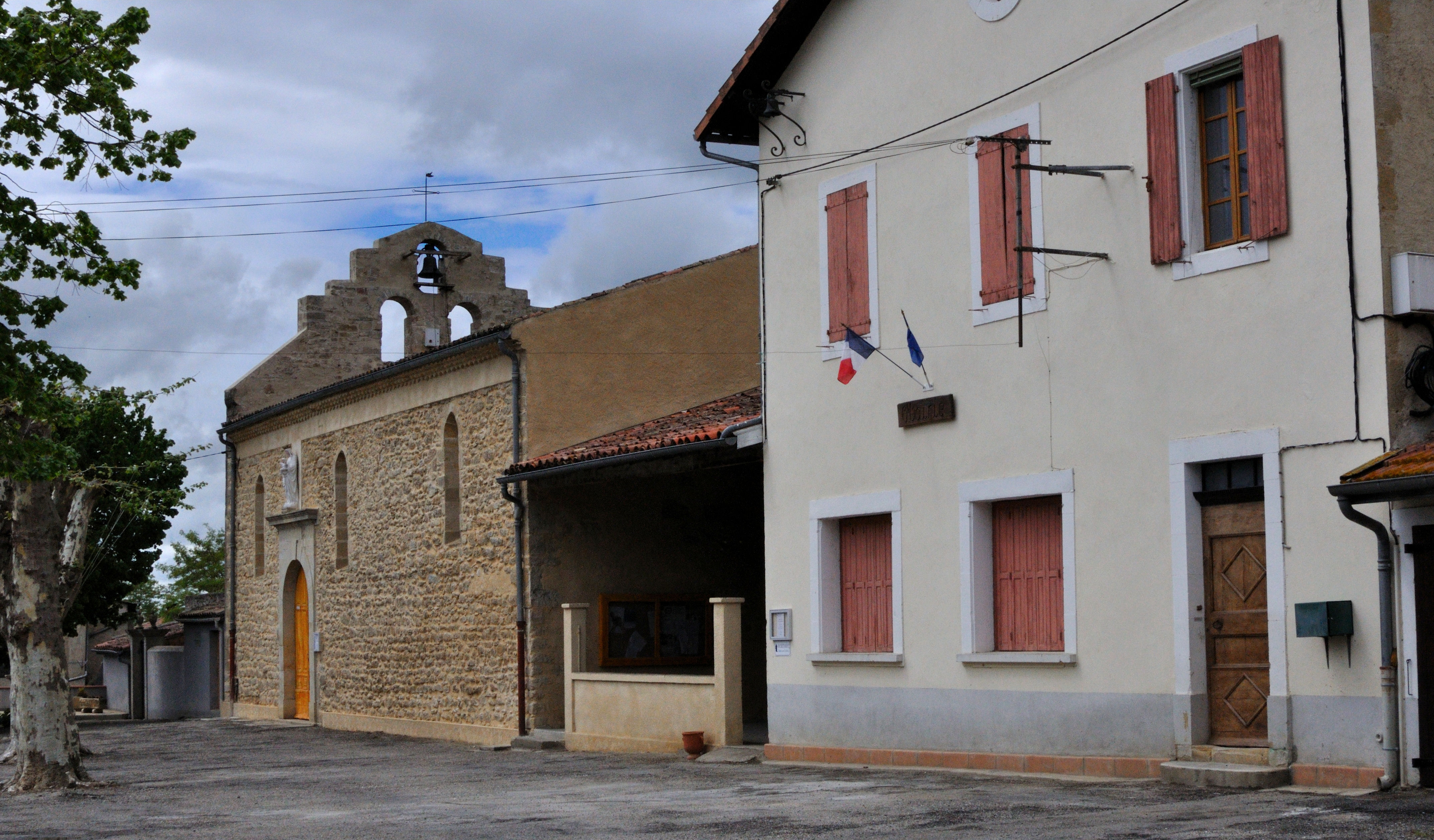
Мэрия и церковь

В 2007 году среди 95 человек в трудоспособном возрасте (15—64 лет) 59 были экономически активными, 36 — неактивными (показатель активности — 62,1 %, в 1999 году было 61,9 %). Из 59 активных работали 56 человек (25 мужчин и 31 женщина), безработных было 3 (2 мужчины и 1 женщина). Среди 36 неактивных 11 человек были учениками или студентами, 14 — пенсионерами, 11 были неактивными по другим причинам.